# Hypoestes transversa
Hypoestes transversa är en akantusväxtart som beskrevs av Raymond Benoist. Hypoestes transversa ingår i släktet Hypoestes och familjen akantusväxter. Inga underarter finns listade i Catalogue of Life.